# Župnija Gornja Radgona
Župnija Gornja Radgona je rimskokatoliška teritorialna župnija dekanije Ljutomer in škofije Murska Sobota.

## Sakralni objekti
- Župnijska cerkev svetega Petra, Gornja Radgona
- Podružnična cerkev svete Marije, Spodnja Ščavnica
- Kapela Svete družine, Črešnjevci (Zemljičeva kapela)
- Kapela srca Jezusovega, Črešnjevci (Šantlova kapela)
- Kapela Svete družine, Police
- Kapela matere Božje, Podgrad
- Kapela matere Božje, Mele
- Kapela Svete družine, Ivanjševci ob Ščavnici
- Kapela Svetega križa, Lomanoše
- Marijina kapela, Orehovci
- Kapela Brezmadežne, Orehovski Vrh
- Kapela Marije Brezmadežne, Stavešinci
- Kapela Svetega križa, Stavešinski Vrh

## Ostali objekti
- Trstenjakov dom: bil je zgrajen leta 1995 za pastoralne potrebe in v spomin dr. Antonu Trstenjaku. Ima 800m2 uporabnih površin. V kletnih prostorih se nahajajo družabni prostor, v prvi etaži tri veroučne učilnice, na prvem nadstropju večnamenska dvorana - tam so razstavljena dela dr. Antona Trstenjaka, čigar doprsni kip krasi dvorano, podstrešni prostori pa premorejo pevsko sobo, arhiv, hišno kapelo in prostor za knjižnico.

## Zgodovina
Leta 896 v predmadžarski dobi je nastala pražupnija Radgona, leta 1185 pa je v listinah omenjen tudi župnik Markvard. Sedež pražupnije je bila cerkev na grajskem griču.
Župnija je bila ustanovljena 22. maja 1811 (prvotno ime Sv. Peter na Grisu pri Radgoni) z odcepitvijo od župnije Radgona. Njen prvi župnik je bil Urban Abraham (1812-1818). 20. oktobra 1890 je bila zgrajena župnijska cerkev sv. Petra - glavni sakralni objekt župnija, kot obstaja še danes. Med desetdnevno vojno je srbska vojska s tanki poškodovala streho zvonika.
Do 7. aprila 2006, ko je bila ustanovljena škofija Murska Sobota, je bila župnija del Pomurskega naddekanata, ki je bila del škofije Maribor.
11. maja 2011 je župnija praznovala 200-letnico obstoja. Obletnica je bila obeležena z duhovno obnovo, predavanji, izdajo zbornika ter slovesno mašo 22. maja istega leta, ki jo je vodil soboški škof dr. Peter Štumpf.